# Franko: The Crazy Revenge
Franko: The Crazy Revenge – gra komputerowa typu beat ’em up ze scrollowanym ekranem, wyprodukowana przez World Software i wydana w 1994 roku przez Mirage Software. Głównymi bohaterami gry są tytułowy Franko oraz jego przyjaciel Alex.

## Fabuła
Akcja gry zawiązuje się w 1987 roku w Szczecinie – głównym miejscu przerzutowym polskich przemytników. Podczas jednej z nocnych przechadzek, głównych bohaterów, Franko i Alexa, zatrzymała banda Klocka – największego przemytnika w mieście. Rozpoczęła się bijatyka, podczas której Franko i Alex stracili przytomność. Gdy Franko ocknął się, zobaczył, że jego przyjaciel jest martwy. Poprzysiągł zemścić się na Klocku i po długim treningu ruszył samotnie na bandę.
Akcja samej gry toczy się w czasie transformacji ustrojowej, w roku 1989.

## Rozgrywka
Franko jest klasyczną grą typu beat ’em up z grafiką dwuwymiarową. Postać sterowana przez gracza przemieszcza się w prawą lub w lewą stronę ekranu, walcząc z licznymi przeciwnikami. Początek gry wzorowano na układzie ulicy Rydla, etapy środkowe przypominały centrum, a finał rozgrywał się na jednym z miejscowych wiaduktów; wszystkie lokacje osadzono w Szczecinie.
Głównym zadaniem w grze jest wyeliminowanie wszystkich wrogów należących do bandy Klocka. W grze znajduje się trzech bossów (w tym Klocek), których pokonanie kończy etap. Do dyspozycji gracz ma jedną z dwóch postaci – Franko lub Alexa (pomimo śmierci bohatera w intrze), różniących się nie tylko wyglądem, ale i używanymi umiejętnościami.
Podczas rozgrywki gracz spotyka wielu zróżnicowanych przeciwników, posiadających zdolność wykonywania odmiennych ciosów, różnej siły oraz wypowiadanych kwestii. Wśród wrogów znajdują się przedstawiciele subkultur lat 80., tacy jak punki, skini, heavymetalowcy, Oi-owcy, kulturyści, czy zawodnicy karate, ale też funkcjonariusze Milicji Obywatelskiej oraz ZOMO. Poziomy produkcji podzielone są na etapy, w których gracz przemieszcza się pomiędzy dzielnicami Szczecina za pomocą Fiata 126P, nazywanego w grze maluszkiem. Jadąc samochodem gracz musi uważać na przechodniów (starsze kobiety, kobiety z wózkami).
Sterowanie w grze odbywa się za pomocą klawiatury, joypada albo joysticka.

## Produkcja

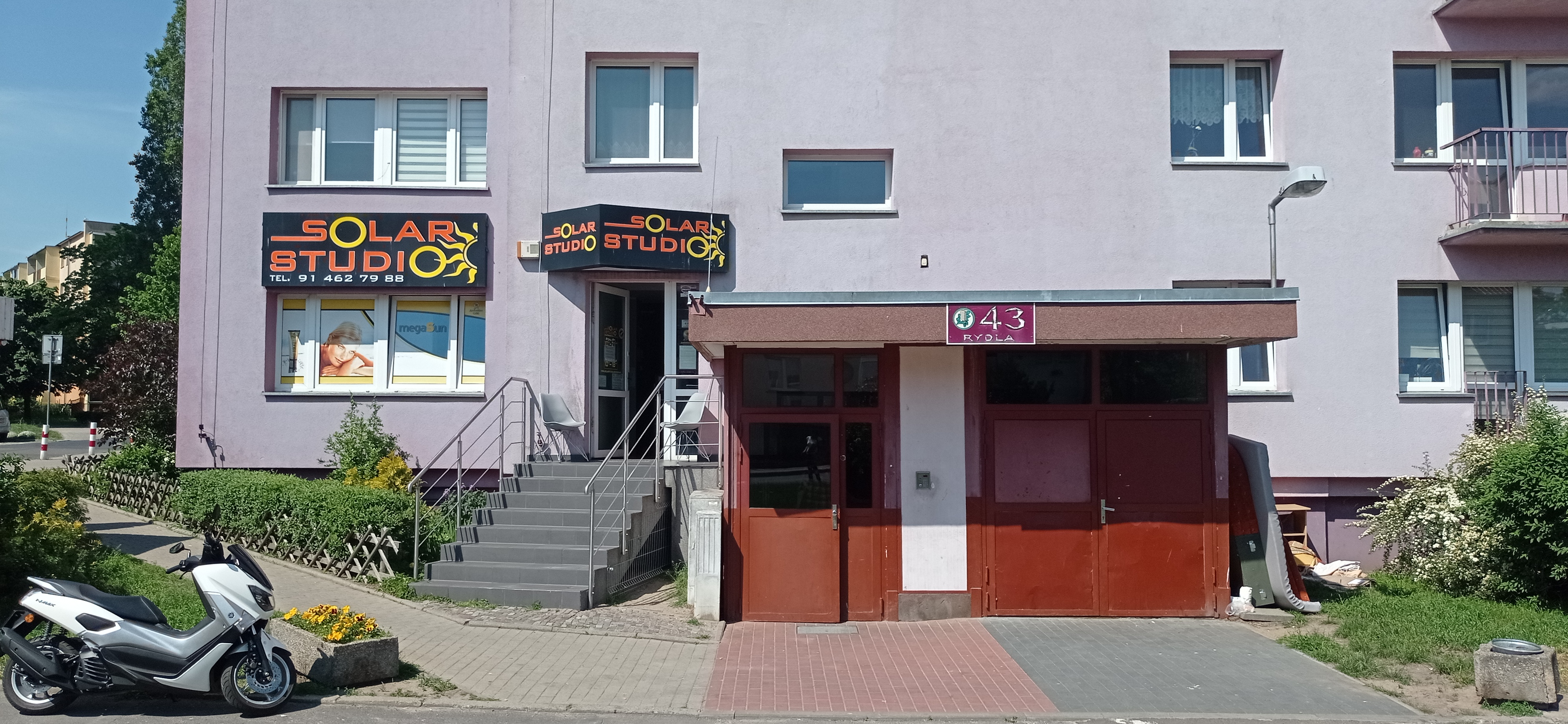
Blok przy ulicy Rydla 43 stanowił inspirację dla pierwszego etapu

Początki powstawania gry sięgają 1991 roku, kiedy to członkowie szczecińskiej grupy World Software, grafik i pomysłodawca Mariusz Pawluk, wraz z programistą Tomaszem Tomaszkiem i muzykiem Sławomirem Mrozkiem, zaczęli wstępne prace nad wspólnym projektem utrzymanym w klimatach chodzonych bijatyk typu beat ’em up. Początkowo gra miała charakter zupełnie niekomercyjny i dopiero wraz z rozwijaniem się projektu zaczęto myśleć o jej wydaniu pudełkowym. Początkowo nosiła tytuł Franio, co wskazywało na lekki stosunek twórców do swojej produkcji, następnie Franko: The Idiots Killer, a ostatecznie Franko: The Crazy Revenge. Trwały także prace nad Franko 2 na komputery Amiga i PC. Prace nad projektem zostały przerwane. W 2003 roku podjęto prace nad wersją na konsolę Game Boy Advance – Franko 2: No Mercy – jednak i ten projekt nie został skończony.
Istniały plany stworzenia gry Franko 2: No Mercy, z czterema grywalnymi postaciami, 100 klatkami animacji rotoskopowej dla każdej z nich, na platformę PC. Wydawca, firma Horn, znikła jednak z rynku. W roku 2003, Mariusz Pawluk chciał stworzyć grę na platformę Game Boy Advance, projekt znowu został zarzucony przez problemy z wydawcą, ale też przez nietolerowanie ze strony Nintendo przemocy w wydawanych dla systemu grach.

## Odbiór gry

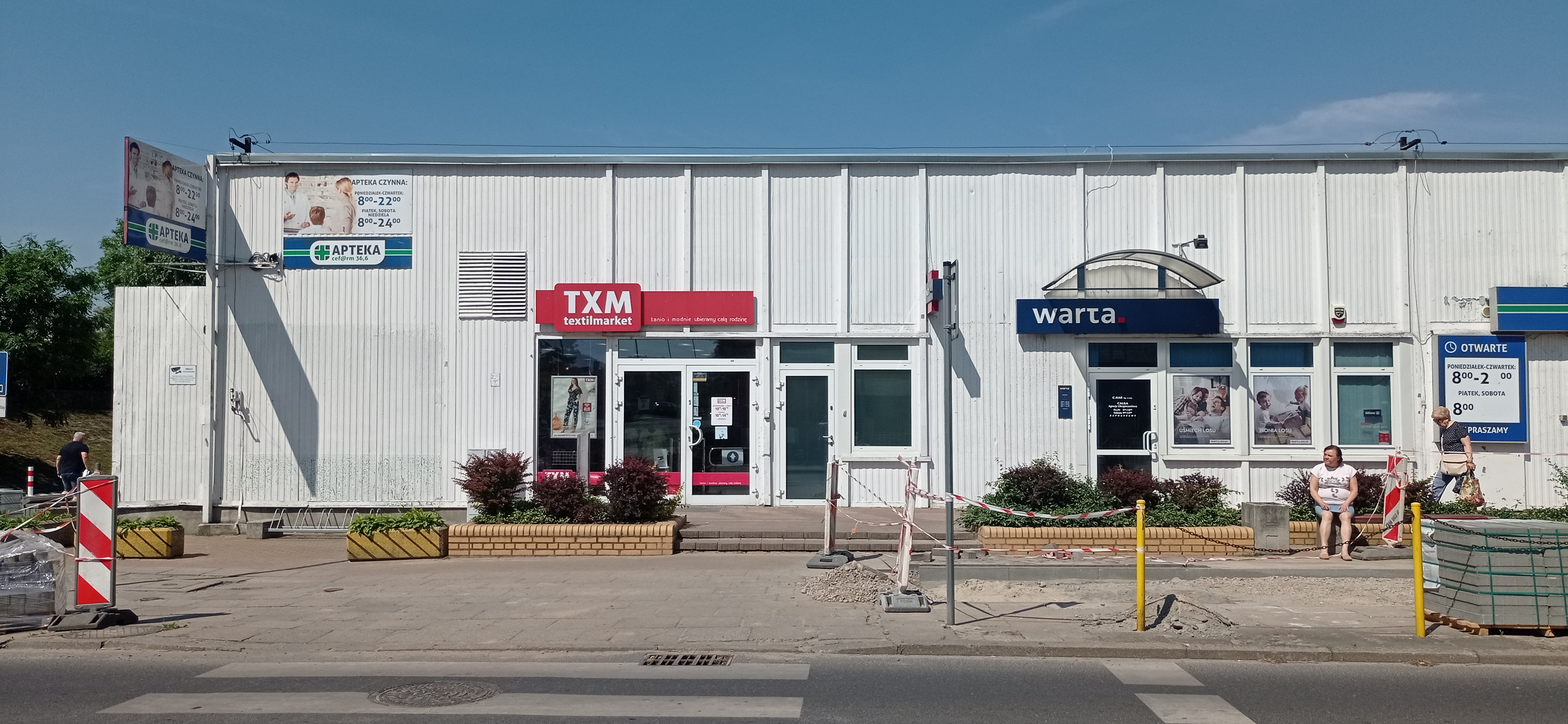
Sklep przy ulicy Rydla, także odwzorowany w pierwszym etapie

Gra została pozytywnie odebrana przez recenzentów wielu czasopism w tym m.in. „Secret Service” (09/1994) i „Top Secret” (11/1994, najlepsza gra roku w kategorii gier krajowych na komputery szesnastobitowe), gdzie otrzymała wysokie noty za rozgrywkę. Najprawdopodobniej z uwagi na lokalny charakter – miejsce akcji, hasła na murach, udźwiękowienie – gra przypadła do gustu polskim graczom, obrastając wręcz w status pozycji kultowej. Mimo tego, że w grze występują wulgarne odzywki, a sama gra jest krwawa, została ona już ocenzurowana przez wydawcę, który usunął dużą część wulgarnych odzywek, czy odpychających scen.
Konwersja gry na komputery PC z roku 1996 została skrytykowana przez czasopismo Secret Service za słabą grafikę i dźwięk oraz słabe ciosy.
28 kwietnia 2023 ukazała się gra Skinny & Franko: Fists of Violence autorstwa World Software.